# تود هوكينز
تود هوكينز هو لاعب هوكي الجليد كندي، ولد في 2 أغسطس 1966 في كينغستون في كندا.

## وصلات خارجية
- تود هوكينز على موقع دوري الهوكي الوطني (الإنجليزية)
- تود هوكينز على موقع EliteProspects.com (الإنجليزية)
- تود هوكينز على موقع HockeyDB.com (الإنجليزية)
- تود هوكينز على موقع Hockey-Reference.com (الإنجليزية)